# Isidora Goyenechea
Isidora Goyenechea Gallo (Copiapó, 1836 - Paris, 1897) foi uma empresária chilena dos ramos de minas de carvão, naval e vinicultura.
Isidora possui um patrimônio vasto tendo minas na cidade Lota, onde conduzia seus negócios, e as minas de prata de Chañarcillo, possuía também sua própria frota de navios, a vinícola Cousiño Macul, além de inúmeras terras agrícolas.

## Carreira empresarial
Desde muito jovem, Isidora ingressou nos negócios do marido.
Em 1873, após a morte de seu marido, Isidora assumiu o comando do império econômico por ele deixado e, em particular, da gestão da Compañía Explotadora de Lota y Coronel. Durante a Guerra do Pacífico, garantiu que a produção de carvão de suas jazidas não diminuísse, garantindo a quantidade necessária de combustível para os navios chilenos em combate.
Isidora conseguiu expandir seus negócios e introduzir novas tecnologias na agricultura e na mineração, que trouxe de suas viagens a Paris, onde passou longos períodos. Ela foi a iniciadora das primeiras tentativas de aclimatação do salmão no Chile, criando incubatórios no rio Chivilingo.